# 장칭웨이
장칭웨이(장경위, 중국어 간체자: 张庆伟, 1961년 11월 7일 ~ )는 중화인민공화국의 정치인이다. 제16~19기 중국공산당 중앙위원회 중앙위원과 허베이성 성장을 역임했으며 현재 헤이룽장성 당 위원회 서기이다.

## 생애
지린성 지린시에서 태어났다. 1978년 9월, 장칭웨이는 서북공업대학 항공공학과에 입학했다. 졸업 후 중국항공공업부 산하의 603연구소(시안비행설계연구소)에서 기술원과 조리공정사로 비행 수직 꼬리날개 설계와 전투기 나는 표범(飛豹 연구 개발에 참여했다. 1985년 9월 서북공업대학에 돌아와 항공기 설계제어이론과 응용 분야에서 석사 학위를 취득했다. 1988년 공학 석사 학위를 받은 후 중국운재화전기술연구원(항공우주부1원1부) 종합설계부에서 로켓 개발에 참여했다. 1990년 중국은 다른 나라의 인공위성을 상업적으로 발사하기 시작했으며 아시아샛 1호 위성을 발사했다.
장칭웨이는 컴퓨터와 영어에서 자신의 장점을 발휘하고 컴퓨터에 수학적 모델을 구축하고 시뮬레이션을 구현하여 인공위성 궤도의 정확도를 성공적으로 높였다. 이후 장칭웨이는 부스터 분리의 분리 과정과 같은 방식의 인공위성 페어링 분리 테스트를 담당했다. 장칭웨이의 탁월한 공헌 덕분에 수석 엔지니어 및 수석 디자이너로 승진했다. 1992년 장칭웨이는 일본국제우주대학교에서 반년 동안 공부하고 중국에 돌아와 우주 발사체 창정 2F(항공우주부1원1부 921공정) 부국장으로 임명되었다.

## 학력
- 1978년~1982년:서북공업대학 항공공학과 (학사)
- 1985년~1988년:서북공업대학 항공설계과 (석사)